# Liste des phares au Cap-Vert

Cartographie des îles du Cap-Vert

Ceci est une liste de phares au Cap-Vert catégorisée du nord au sud.

## Îles du Cap-Vert
Les îles du Cap-Vert sont un groupe d'îles volcaniques situées en Atlantique à environ 700 km nord-ouest de la Presqu'île du Cap-Vert le point le plus à l'ouest du continent africain. Ces îles furent inhabitées jusqu'à leurs découvertes par des explorateurs portugais dans les années 1400. Après 500 ans comme colonie portugaise, les îles sont devenues indépendantes en 1975 en tant que République du Cap-Vert.
Les îles sont positionnées en deux lignes convergentes vers l'est. Le groupe du nord est nommé Îles de Barlavento (Îles au Vent) et le groupe du sud est nommé îles de Sotavento (Îles sous-le-Vent). L'aide à la navigation maritime pour le Cap-Vert est gérée par la Direction de la Marine et des Ports (Direcção Geral de Marinha e Portos ou DGMP ).

## Îles de Barlavento

### Santo Antão
- Phare de Ponta de Mangrande
- Phare de Ponta do Sol
- Phare de Fontes Pereira de Melo (Inactif)

### São Vicente

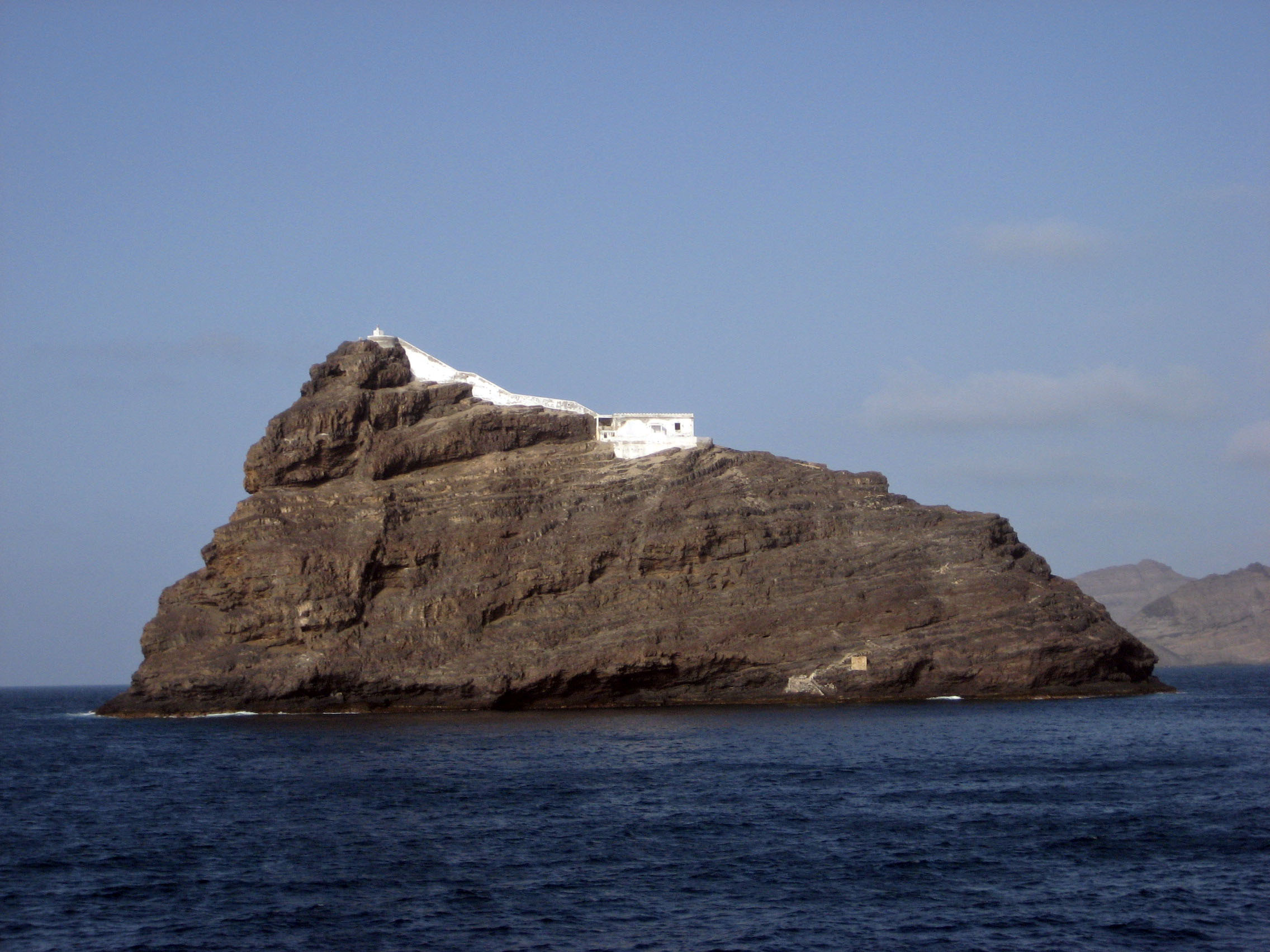
Phare de Don Luis

- Phare de Don Luis (Ilhéu dos Pássaros)
- phare de Dona Amélia

### São Nicolau
- Phare de Ponta do Barril
- Phare de Ponta Leste
- Phare de Preguiça

### Sal

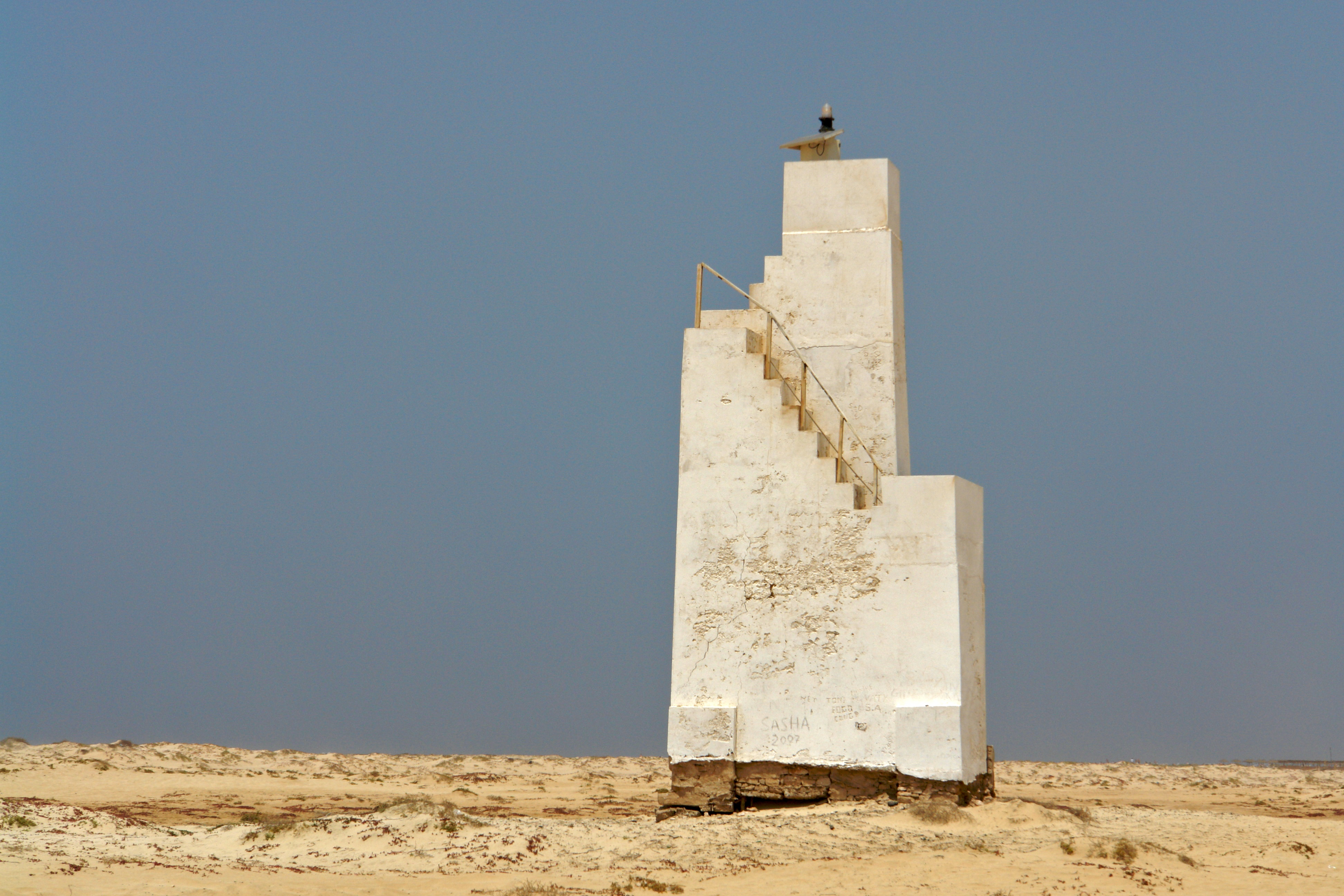
Phare de Ponta do Sino

- Phare de Pedra de Lume
- Phare de Ponta Norte
- Phare de Ponta do Sinó
- Phare de Ponta de Vera Cruz

### Boa Vista
- Phare de Morro Negro
- Phare de Ponta da Escuma (Ilhéu de Sal Rei)
- Phare de Ponta Varandinha

## Îles de Sotavento

### Maio
- Phare de Forte de São José
- Phare de Ponta Cais

### Santiago

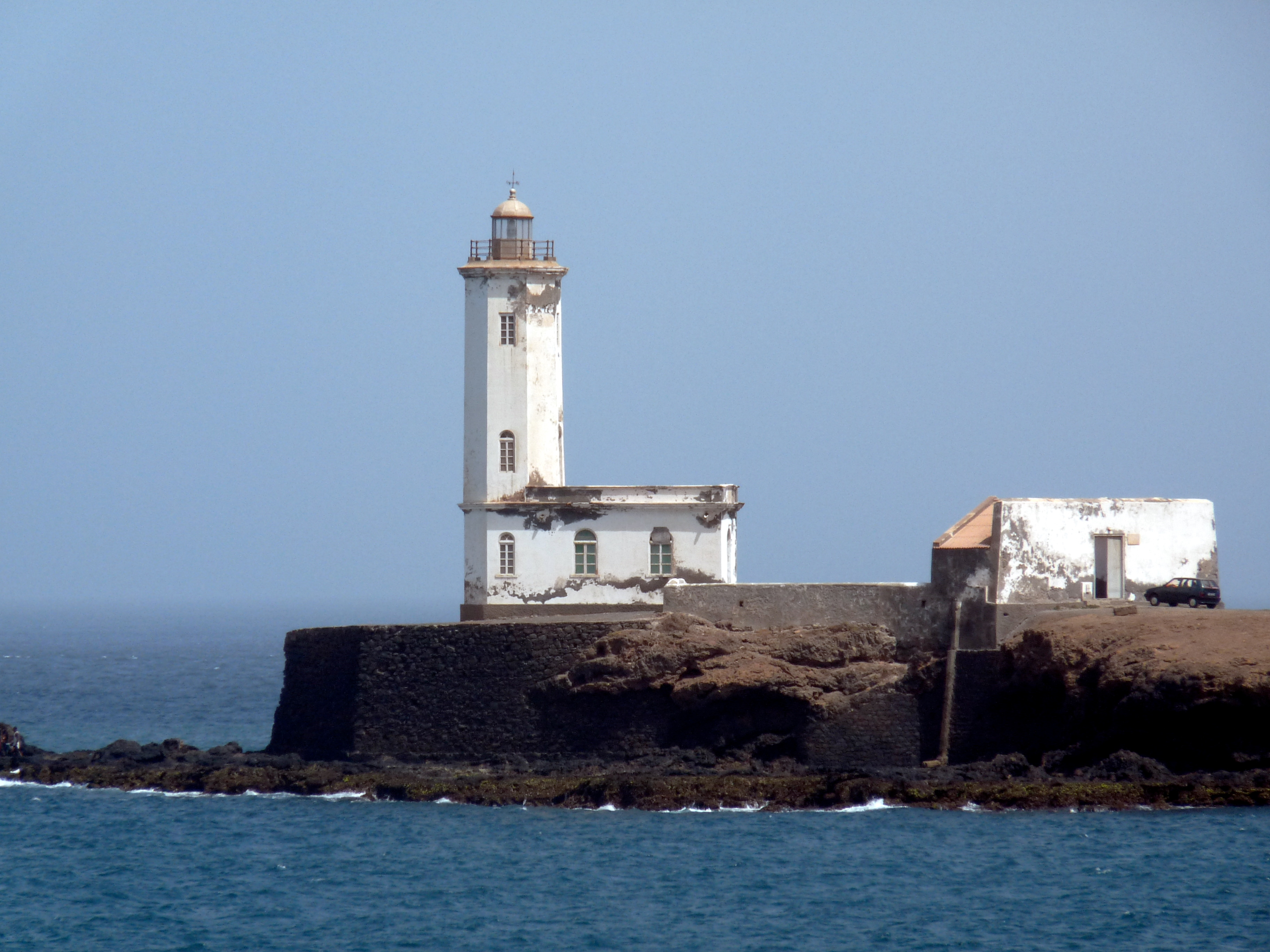
Phare de Dona Maria

- Phare de Dona Maria Pia
- Phare de Ponta de Lobo
- Phare de Ponta Moreia
- Phare de Ponta Preta

### Fogo
- Phare de Ponta do Alcatraz

### Brava
- Phare de Ilhéu de Cima
- Phare de Ponta Nhô Martinho
- Phare de Ponta Jalunga